# Glyphodes desmialis
Glyphodes desmialis là một loài bướm đêm trong họ Crambidae.